# 糙小核虫
糙小核虫（学名：Druppula aspera）为核虫科小核虫属的动物。在中国，分布于南海等海域。